# 알렉시스 아르게요

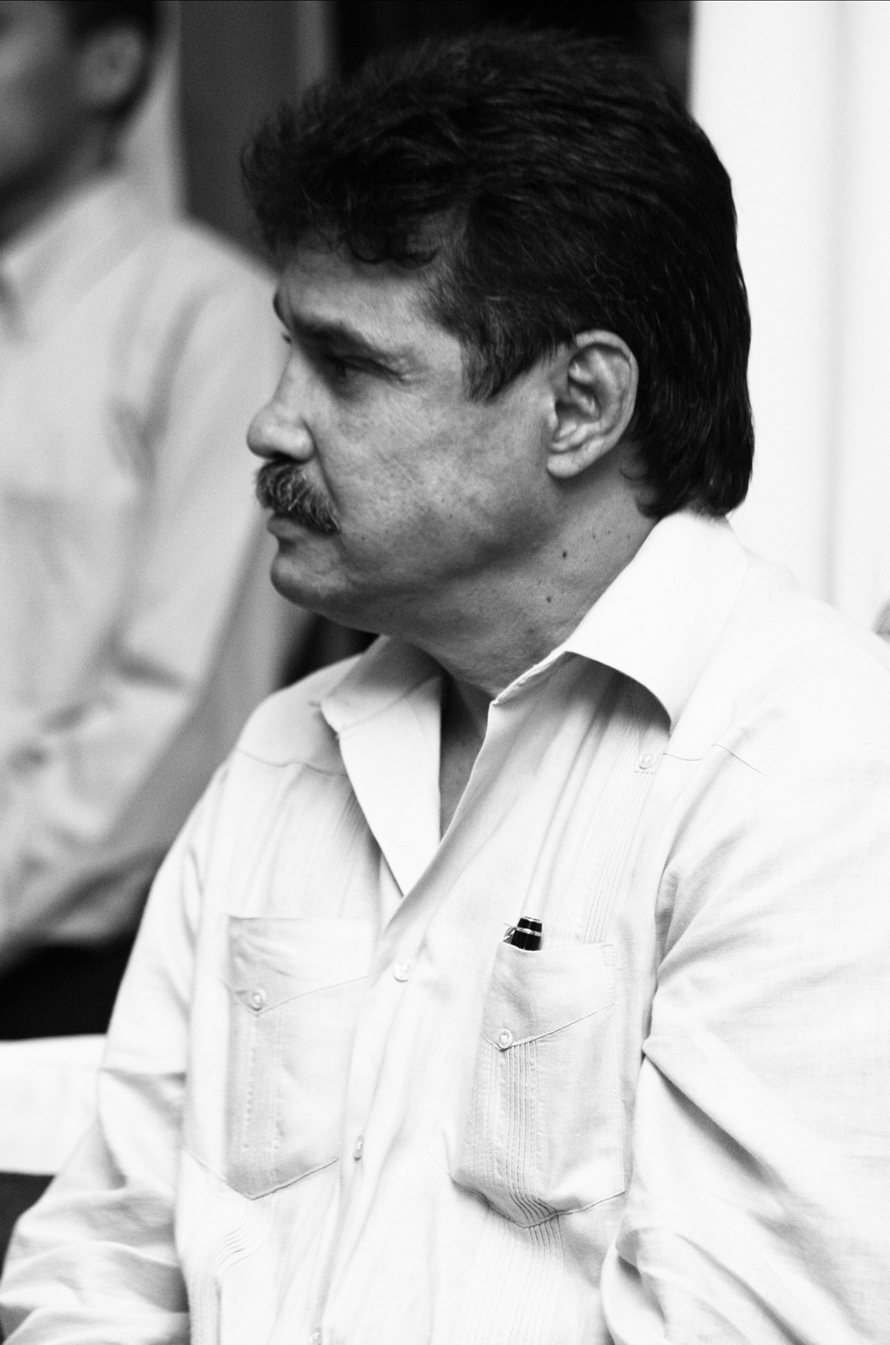
알렉시스 아르게요

알렉시스 아르게요(스페인어: Alexis Argüello, 1952년 4월 19일 ~ 2009년 7월 1일)은 니카라과의 권투 선수이자 정치인이다. 2009년 7월 1일 가슴에 총상을 입고 사체로 발견되었는데 자살로 추정된다.

## 경력
- 2008년 11월~2009년 6월 마나과 시장
- 1992년 국제 복싱 명예의 전당 입당

## 수상
- 1981년 WBC 라이트급 챔피언
- 1978년 WBC 슈퍼페더급 챔피언
- 1974년 WBA 페더급 챔피언